# Fruchtblase

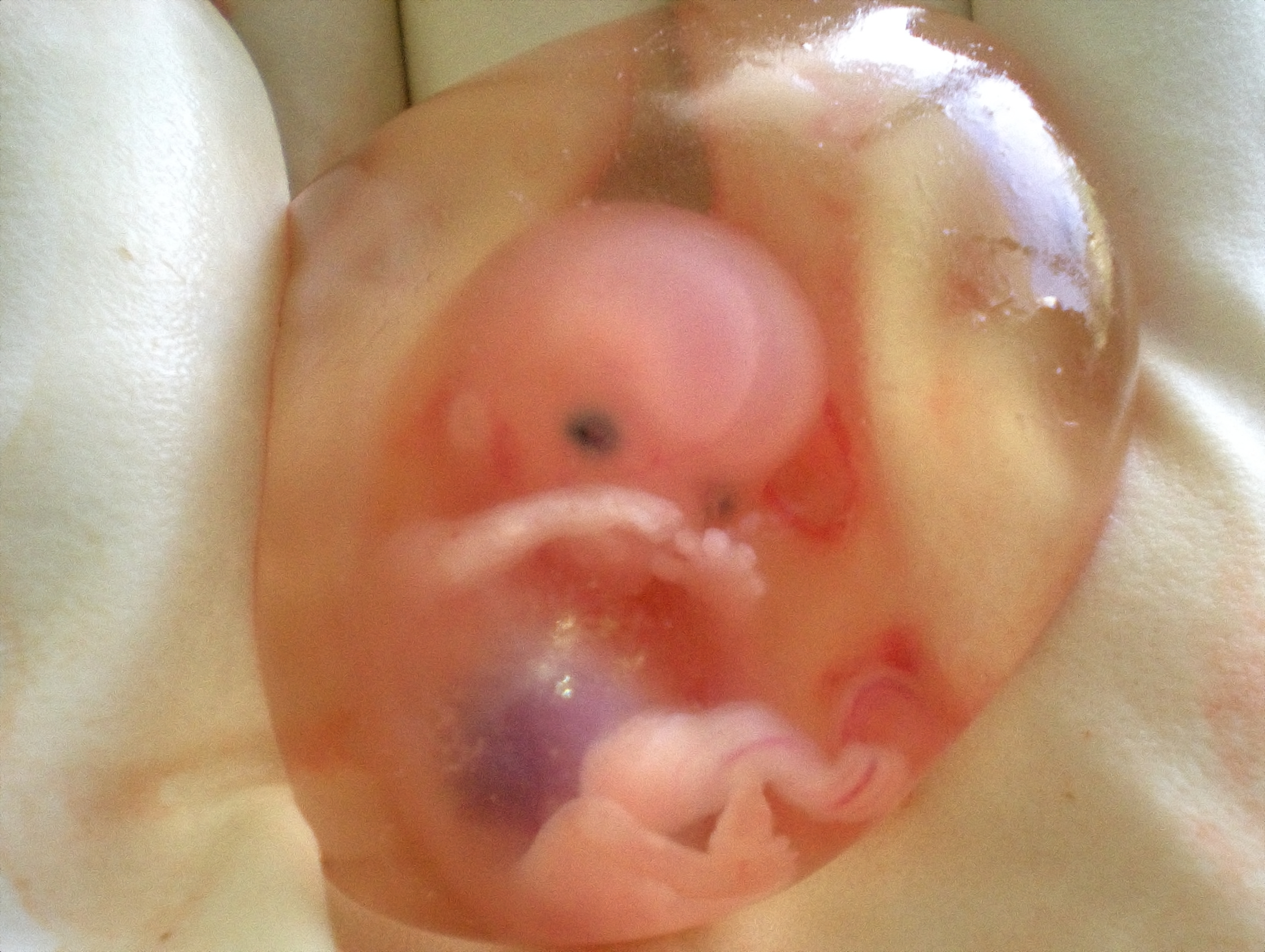
Menschlicher zehn Wochen alter Fötus in der Fruchtblase

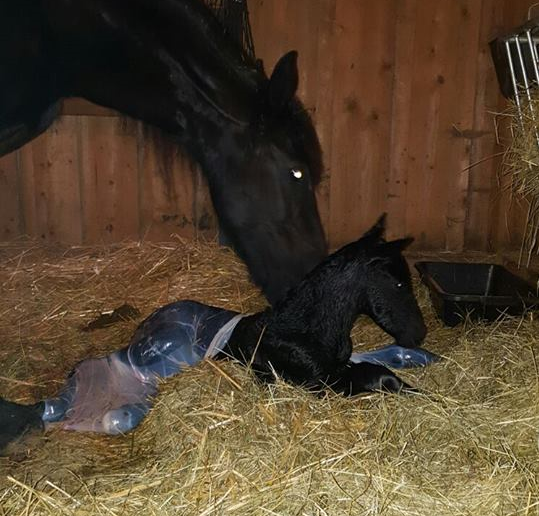
Neugeborenes Fohlen, hinten noch in der Fruchtblase

Die Fruchtblase, auch Fruchtwassersack oder Fruchtsack (engl.: amniotic sac) genannt, ist ein flüssigkeitgefüllter Membransack, in dem sich der Embryo bzw. Fötus amniotischer Landwirbeltiere entwickelt. Sie befindet sich entweder in einem mit einer relativ festen Schale umschlossenen Ei (Reptilien, Vögel, Monotremen) oder im Uterus des Muttertieres („echte“ Säuger).
Was genau als „Fruchtblase“ bezeichnet wird, darauf legt sich die Literatur nicht einheitlich fest. Teils wird als Fruchtwassersack nur das mit Fruchtwasser gefüllte Amnion (Amnionhöhle), die inner(st)e, den Embryo bzw. Fötus unmittelbar umgebende Eihaut, bezeichnet, teils ist die Fruchtblase aber auch definiert als die Gesamtheit der Eihäute, das heißt, sie schließt mindestens auch das Chorion (Serosa), eine äußere Eihaut, mit ein.
Diese Unschärfe mag in der unterschiedlichen Entwicklung der Eihäute bei den oviparen (Reptilien und Vögel) und viviparen („echte“ Säugetiere) Amnioten begründet liegen. Zwar schrumpft das extraembryonale Coelom, der flüssigkeitsgefüllte Raum zwischen Amnion und Chorion, infolge des Wachstums des Embryos und der Amnionhöhle bei beiden Gruppen, aber bei den plazentalen Säugern verschmilzt das Amnion großflächig mit dem Chorion, dem zudem eine Lage aus Uterusschleimhaut (Decidua capsularis) aufliegt, sodass strukturell die Amnionhöhle spätestens kurz vor der Geburt bzw. dem Schlupf den einzigen großen Hohlraum innerhalb der Eihäute und außerhalb des Fötus bildet. Bei den Reptilien und Vögeln hingegen verschmilzt die Allantois, die „embryonale Harnblase“, großflächig mit dem Chorion und umgibt den Fötus im Ei schließlich nahezu vollständig.
Bei plazentalen Säugetieren öffnet sich die Fruchtblase (Blasensprung) meistens zu Beginn des Geburtsvorganges durch die Wirkung der Wehen. Das Fruchtwasser erleichtert nun das Herausgleiten des Ungeborenen. Die künstliche Eröffnung der Fruchtblase während des Geburtsvorgangs wird Amniotomie genannt. Die Fruchtblase verbleibt zunächst oft noch in der Gebärmutter und wird erst nach dem eigentlichen Geburtsvorgang zusammen mit der Plazenta abgestoßen (Nachgeburt). In den Fällen, in denen die Fruchtblase sich während der Geburt nicht öffnet, entfernen die Muttertiere bzw. die Geburtshelfer sie vom Gesicht und ermöglichen so den Beginn der eigenständigen Lungenatmung.